# 노선측량
노선측량이란 폭이 좁고 길이가 긴 노선 형태의 경로를 측량하는 것을 말한다. 응용측량의 한 종류이다. 평면, 종단면, 횡단면에 대해 측량이 이루어진다.

## 노선의 종류
노선 또는 선형시설물의 종류에는 다음과 같은 것들이 있다.
- 도로, 철도, 운하 등 교통시설
- 상하수도 등의 관로 시설
- 삭도, 송전선 등의 수송, 통신 시설

## 같이 보기
- 선형 (노선)

## 참고 문헌
- 이재기; 최석근; 박경식; 정성혁 (2013). 《측량학2》. 형설출판사. ISBN 978-89-472-7337-4.